# Fagne de Cléfaye
Pour les articles homonymes, voir Fagne.

La Fagne de Cléfaye appelée aussi Fagne de Calbour est une lande marécageuse et tourbeuse située sur le plateau des Hautes Fagnes dans le massif ardennais et faisant principalement partie de la commune de Waimes en province de Liège (Belgique).

## Situation
La Fagne de Cléfaye se situe à l'est de l'ensemble fagnard situé autour de la Baraque Michel et composé essentiellement par la Grande Fagne et la Fagne wallonne. Elle est reprise comme site de grand intérêt biologique et se trouve à l'écart de tout axe routier. 

## Description
Cette fagne occupe une superficie de 414,02 ha dont l'immense majorité fait partie de la commune de Waimes. Elle est entièrement entourée par des forêts de résineux. Du nord vers le sud, l'altitude s'élève progressivement depuis la vallée de la  Helle jusqu'au centre de la fagne (altitude : 612 m) avant de redescendre vers le sud et le ruisseau Schwartzbach naissant. Au sommet de la fagne, la tourbière atteint une épaisseur de 4,40 m.

## Activités et tourisme
La circulation dans la fagne wallonne est strictement règlementée.

## Sources
- « La biodiversité en Wallonie », sur wallonie.be (consulté le 28 juin 2023)
- "Guide du Plateau des Hautes Fagnes" de R. Collard et V. Bronowski - Édition "Les Amis de la Fagne" 1977